# Пітер Осгуд
Пі́тер О́сгуд (англ. Peter Osgood, нар. 20 лютого 1947, Віндзор — пом. 1 березня 2006, Слау, Велика Британія) — англійський футболіст, нападник.
Володар Кубка Кубків УЄФА. Дворазовий володар Кубка Англії.

## Клубна кар'єра
У дорослому футболі дебютував 1964 року виступами за команду клубу «Челсі», в якій провів десять сезонів, взявши участь у 279 матчах чемпіонату. Більшість часу, проведеного у складі «Челсі», був основним гравцем атакувальної ланки команди. У складі «Челсі» був одним з головних бомбардирів команди, маючи середню результативність на рівні 0,37 голу за гру першості.
Згодом з 1974 по 1978 рік грав у складі команд клубів «Саутгемптон», «Норвіч Сіті» та «Філадельфія Фьюрі». Протягом цих років виборов титул володаря Кубка Англії.
Завершив професійну ігрову кар'єру у клубі «Челсі», у складі якого вже виступав раніше. Прийшов до команди 1978 року, захищав її кольори до припинення виступів на професійному рівні у 1979.
Помер 1 березня 2006 року на 60-му році життя у місті Слау, Велика Британія.

## Виступи за збірну
1970 року дебютував в офіційних матчах у складі національної збірної Англії. Протягом кар'єри у національній команді, яка тривала 4 роки, провів у формі головної команди країни лише 4 матчі.
У складі збірної був учасником чемпіонату світу 1970 року у Мексиці.
| Дата       | Місто       | Господарі | Результат | Гості          | Турнір                | Голи | Примітки |
| ---------- | ----------- | --------- | --------- | -------------- | --------------------- | ---- | -------- |
| 25/02/1970 | Нюрнберг    | Бельгія   | 1 – 3     | Англія         | товариський матч      | -    |          |
| 02/06/1970 | Гвадалахара | Англія    | 1 – 0     | Румунія        | ЧС 1970 - Перший етап | -    |          |
| 11/06/1970 | Гвадалахара | Англія    | 1 – 0     | Чехословаччина | ЧС 1970 - Перший етап | -    |          |
| 14/11/1973 | Лондон      | Англія    | 0 – 1     | Італія         | товариський матч      | -    |          |
| Усього     |             | Матчів    | 4         |                | Голів                 | 0    |          |

## Титули і досягнення
- Володар Кубка Кубків УЄФА (1):

«Челсі»: 1970/1971
- Володар Кубка Англії (2):

«Челсі»: 1969/1970
«Саутгемптон»: 1975/1976